# Jean de Villiers de L'Isle-Adam
Pour les articles homonymes, voir Villiers, de Villiers de L'Isle-Adam et L'Isle-Adam (homonymie).
Jean de Villiers de L'Isle-Adam, seigneur de L'Isle-Adam, est un maréchal de France, gouverneur de Paris et gouverneur de Bruges, puis chevalier de la Toison d'or. Il est assassiné par la population lors des Vêpres brugeoises le 22 mai 1437.

## Biographie
Fils de Pierre II de Villiers, mort en 1399, et de Jeanne de Châtillon, morte en 1410, il voit sa mère châtelaine de L'Isle-Adam durant sa minorité. Il accède à la seigneurie au décès de sa mère.
Il est fait prisonnier par les Anglais au siège d'Harfleur en 1415 après une défense courageuse. Ayant payé rançon, il est nommé par Charles VI maître des eaux et forêts de Normandie en récompense de sa bravoure. Il est blessé à la bataille d'Azincourt.
Après que le connétable Bernard VII d'Armagnac a refusé son aide, il s’engage dans la faction du duc de Bourgogne Jean Sans Peur et l'aide à reprendre Beaumont-sur-Oise ce qui facilite la prise de Pontoise, dont Jean est nommé capitaine. Il joue un grand rôle dans la prise de Paris et dans le massacre des Armagnacs qui s'ensuivit en 1418. Jean de Villiers sauve cependant l'abbé de Saint-Denis et lui offre refuge à L'Isle-Adam. Il décède néanmoins peu après. Le seigneur de L'Isle-Adam est créé maréchal de France par le duc de Bourgogne la même année, à la place de Boucicaut. Il ne peut tenir Pontoise face aux anglais et doit quitter la ville en 1419. On le retrouve au siège de Roye-en-Vermandois. Il est sauvé d'un massacre à Villeneuve-le-Roi en 1421 par son ancien compagnon Rodrigue de Villandrando, comte de Ribao, futur empereur des pillards dans le midi de la France.
En 1420 ou 1421, Jean de Villiers marie sa sœur Jeanne à Lyonnel de Bournonville, qu'il adoube chevalier et qui sera son fidèle second jusqu'à sa mort en 1429.
Ayant déplu au roi Henri V d'Angleterre lors d'une entrevue, il est arrêté par le duc d'Exeter en 1420 et enfermé à la Bastille. Le peuple de Paris prend les armes pour exiger, sans succès, sa libération. Il est destitué de sa charge de maréchal. Remis en liberté en 1422 après la mort de Henry V, il doit la vie à l'entremise du duc de Bourgogne Philippe le Bon. Il reste fidèle aux anglo-bourguignons du duc de Bedford et du duc de Bourgogne. Rétabli dans la charge de maréchal de France, il devient conseiller et chambellan de ce dernier. Celui-ci l'envoie en campagne en Hollande, à l'occasion de laquelle il devient Sénéchal du Boulonnais. Philippe le Bon nomme Jean de Villiers stathouder de Hollande en 1426. En Hollande, il participe à la bataille de Brouwershaven comme commandant en chef et à la bataille de Hoorn, pour laquelle il soulage d'abord la ville de Hoorn avec quelques navires à rames en poursuivant les rebelles du parti des Hameçons menés par Willem Nagel (nl). L'année suivante, il est également présent au siège d'Amersfoort en 1427.
Il est par la suite nommé capitaine du Louvre en 1428 puis gouverneur militaire de Paris en 1429. À ce titre, il défend la capitale contre le siège de Jeanne d'Arc. Philippe le Bon le fait chevalier de la Toison d'Or en 1430 et il est rétabli dans sa charge de maréchal de France par le duc de Bedford en 1432. Le 4 octobre 1430, Henri VI d'Angleterre octroie un revenu de 4000 livres sur différentes terres, dont celle du Plessis-Piquet, à Jean de Villiers de L'Isle-Adam. Il avait donné quelque temps auparavant la même terre à Michel de la Tillaye, ainsi qu'à Jacquin Langlois, puis à un cinquième propriétaire en 1433.
.

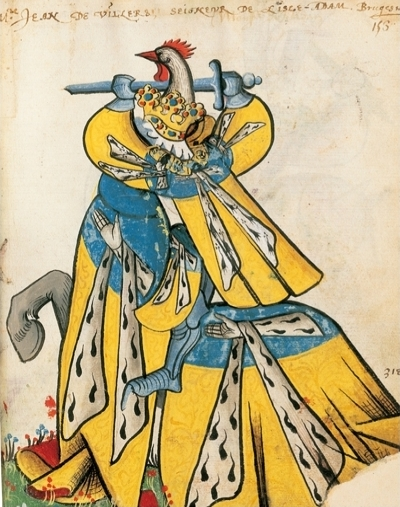
Jean de Villiers de L'Isle-Adam dans Le grand armorial équestre de la Toison d'or. Manuscrit BNF Arsenal 4790.

La paix d'Arras de 1435 le ramène au service du roi de France Charles VII. Il reprend Pontoise aux Anglais puis Paris avec le connétable de Richemont en 1436, rendant au roi la ville d'où il l'avait chassé alors qu'il était dauphin en 1418. Il est confirmé dans sa charge de maréchal et, à la demande du duc de Bourgogne, rédige un traité de duel judiciaire en 1435. Il est chassé à nouveau de Pontoise par Talbot en 1437. La ville n'est reprise définitivement aux Anglais qu'en 1441.
Ayant accompagné le duc de Bourgogne à Bruges, il est tué au cours d’un soulèvement populaire le 22 mai 1437. Il est inhumé dans l’église Saint-Donatien de cette ville. Le jour de sa mort est appelé les Vêpres brugeoises. Le duc de Bourgogne, une fois la ville soumise en 1438, ordonna que soit donnée une messe d'expiation annuelle chaque 22 mai à perpétuité en présence du magistrat de la ville.
Son fils aîné Jacques de Villiers de L'Isle-Adam reprit la seigneurie de L'Isle-Adam et devint par la suite prévôt de Paris. Un descendant, Philippe de Villiers de L'Isle-Adam, devint grand maître de l'ordre de Saint-Jean de Jérusalem en 1521, et s'illustre en défendant Rhodes.
Jeanne de Villiers, tante de Jean II de Villiers ci-dessus, fille de Pierre de Villiers (seigneur de L'Isle-Adam) et Jeanne de Beauvais, et est la mère de Marie de Garencières, est dame de Massy, de Villiers-le-Comte et de Croisy, au XVe siècle. Marie de Garencières est la fille de Jeanne de Villiers et Jean I de Garencières, chevalier, grand chambellan du duc d'Orléans, Maître de l'hôtel du roi Charles VI, maître des eaux et forêts en Picardie, puis chambellan du roi. Il est cité comme chambellan du duc d'Orléans, dans un mandement, de paris, le 27 janvier 1405, mandement portant défense de faire des joutes ou faits d'armes. Jean I fut en 1406 chevalier banneret, au service d'Isabelle de France, fille de Charles VI, veuve de Richard II d'Angleterre, et épouse de Charles Ier d'Orléans. Il devint baron du Puiset, titre qui lui est accordé grâce à la bienveillance du roi. Il est aussi connu pour ses œuvres de « chevalier poète » : il est l'auteur d'un recueil de poésies de son temps. Jean de Garencières fut tué à la bataille d'Azincourt le 24 octobre 1415.
Veuve du chevalier Jean de Gaillon, elle épouse en second mariage le Breton Tugdual de Kermoysan, qui combat aux côtés de Jean de Villiers de L'Isle-Adam en 1435 et 1436. Tugdual de Kermoysan devient par ce mariage, seigneur de Massy et de Croisy.

## Armoiries
| Figure | Blasonnement |
| ------ | --- |
|        | D'après l'illustration ci-dessus : D'or au chef d'azur chargé d'un dextrochère d'argent paré d'un brassard d'hermine brochant sur la partition. |